# 上原裕常
上原 裕常（うえはら ひろつね、1949年〈昭和24年〉1月27日 - ）は、日本の政治家。元沖縄県糸満市長（2期）。

## 経歴
現在の沖縄県出身。琉球政府立糸満高等学校卒。沖縄大学中退。1967年〈昭和42年〉糸満町役場に入る。総務企画部長、中央図書館長などを務める。
2007年〈平成19年〉に市役所を退職。翌2008年〈平成20年〉の糸満市長選挙に立候補し現職の西平賀雄を破って、初当選する。2012年〈平成24年〉の市長選挙で再選。2016年〈平成28年〉に三選を目指したが、元那覇空港ビルディング会長の上原昭に敗れた。